# Union sportive Villers-les-Pots
LUnion Sportive Villers-les-Pots est un club de football mixte français basé à Villers-les-Pots.
Les Potiers ont évolué en promotion de ligue et les filles en nationales
La Mixité est importante 
Les Potières ont évolué deux saisons en première division entre 1990 et 1992.
L'équipe fanion du club évolue aujourd'hui en Division d'Honneur de Bourgogne sur le stade municipal de la ville.

## Palmarès
Le tableau suivant liste le palmarès du club actualisé à l'issue de la saison 2011-2012 dans les différentes compétitions officielles au niveau national et régional.
| Compétitions régionales      | Équipes réserves et de jeunes |
| ---------------------------- | ----------------------------- |
| Coupe de Bourgogne 2012-2013 | Votre aide est la bienvenue   |

## Bilan saison par saison
Le tableau suivant retrace le parcours du club depuis la création du championnat de Division 1 en 1974.
| Édition   | Division 1 | Divisions Régionales                   |
| --------- | ---------- | -------------------------------------- |
| 1974-1990 | -          | …                                      |
| 1990-1991 | 3e (Gr. A) | -                                      |
| 1991-1992 | 5e (Gr. A) | -                                      |
| 1992-2010 | -          | …                                      |
| 2010-2011 | -          | 2e (Division d'Honneur) 4e (CIR Gr. B) |
| 2011-2012 | -          | 2e (Division d'Honneur) 4e (CIR Gr. C) |
| 2012-2013 | -          | Compétition en cours                   |